# Bradysia watsoni
Bradysia watsoni är en tvåvingeart som beskrevs av Donald Henry Colless 1962. Bradysia watsoni ingår i släktet Bradysia och familjen sorgmyggor. Inga underarter finns listade i Catalogue of Life.